# Tlalpujahuilla
Tlalpujahuilla är en ort i kommunen Morelos i delstaten Mexiko i Mexiko. Samhället hade 680 invånare vid folkräkningen år 2020.